# موشيه عمار
موشيه عمار (بالعبرية: משה עמאר‏) هو محامي وسياسي إسرائيلي، ولد في 21 مايو 1922 في صفد في إسرائيل، وتوفي في 30 نوفمبر 2015. حزبياً، نشط في معراخ. وقد انتخب عضو الكنيست ‏ (13 يونيو 1977 – 20 يوليو 1981).